# Voralpsee
Der Voralpsee ist ein Bergsee ohne oberirdischen Abfluss im Kanton St. Gallen, der in einem bewaldeten Talkessel zwischen den Untergruppen der Churfirsten und der Alviergruppe in der Gemeinde Grabs liegt.

## Geographie
Entstanden ist der Voralpsee durch einen Bergsturz, dessen Felsmassen gegen Ende der letzten Eiszeit vom Chapf im Südosten losbrachen und das Seitental des St. Galler Rheintals verschütteten. Die Trümmer sind im Wald nordöstlich des Sees noch gut zu erkennen.
Das gut 14 Quadratkilometer grosse oberirdische Einzugsgebiet des Sees wird begrenzt von den Bergen Margelchopf (2164 m ü. M.), Chili Fulfirst (2368 m ü. M.), Gamsberg (2385 m ü. M.), Sichelchamm (2268 m ü. M.), einem Punkt südöstlich des Chäserruggs (2261 m ü. M.) sowie dem Gamserrugg (2075 m ü. M.).
Der Pegel des mesotrophen Sees kann jahreszeitlich stark schwanken; so fiel der Wasserspiegel 2012 zwischen Mitte Juni und Ende August um 7,5 Meter. Rechnerisch ermittelte Abflüsse des Sees liegen zwischen rund 10 Liter pro Sekunde im Winter und bis zu 500 Liter bei Schneeschmelze oder nach starken Niederschlägen.
Unter dem Voralpsee steht Flysch an, darunter liegt Seewerkalk. Der Seewerkalk kann verkarsten, der Flysch ist wasserundurchlässig, so dass angenommen wird, dass der Seeabfluss durch den Flysch entlang von Verwerfungen erfolgt. Bei einem Markierungsversuch im September 1992 wurden Verbindungen zu Quellen im Tal östlich des Voralptals festgestellt, insbesondere zur Hugobühlquelle, die am Hang südlich von Grabs liegt, ferner zu zwei Quellen im Umfeld des Werdenbergersees sowie zu einer Quelle in der Rheinebene bei Grabs. In den genannten Quellen konnte nur ein geringer Teil des eingesetzten Tracers nachgewiesen werden, so dass vermutet wird, dass ein erheblicher Teil des Seeabflusses von den verkarsteten Schichten direkt in den Aquifer des Rheintals übergeht. Zur Rogghalmquelle, die deutlich näher zum See im Voralptal liegt, konnte – wie bereits in früheren Versuchen – keine Verbindung festgestellt werden.

## Nutzung
Das Einzugsgebiet besteht hauptsächlich aus Landwirtschaftsflächen (47 %), Wald (23 %) und unproduktiven Flächen (29 %) wie vegetationslosen Felsgebieten.
Eine wichtige Nutzung des Seeumfelds ist der Tourismus. Nördlich des Sees liegt das Berggasthaus Voralp, das 1908 als Kurhaus erbaut wurde. Am östlichen Seeufer liegt ein Kiosk, der durch einen Neubau ersetzt wurde, nachdem er im Juni 2011 bei Erneuerungsarbeiten abgebrannt war. Es stehen mehrere Picknickplätze mit Feuerstellen zur Verfügung.
Der Voralpsee ist Pachtgewässer des Fischereivereins Werdenberg. Gefischt werden vor allem Forellen. Es werden Tages- und Saisonkarten ausgegeben.
Im Sommerhalbjahr ist der Voralpsee mit der Buslinie Sarganserland-Werdenberg und per Postauto ab Grabs an den öffentlichen Verkehr angeschlossen und auch mit dem Privatauto erreichbar. In der Nähe des Sees stehen kostenpflichtige Parkplätze zur Verfügung.

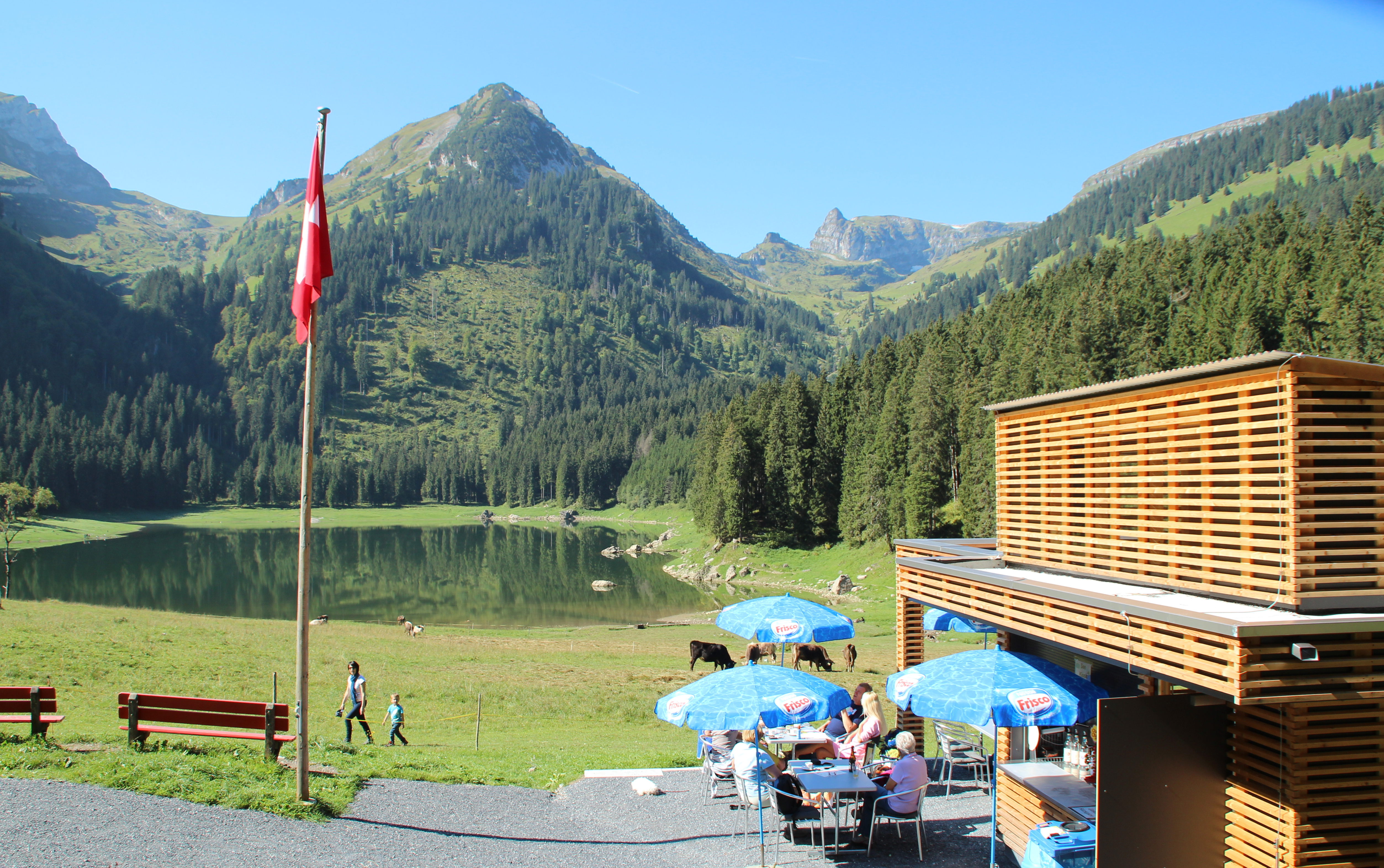
Neuer Kiosk
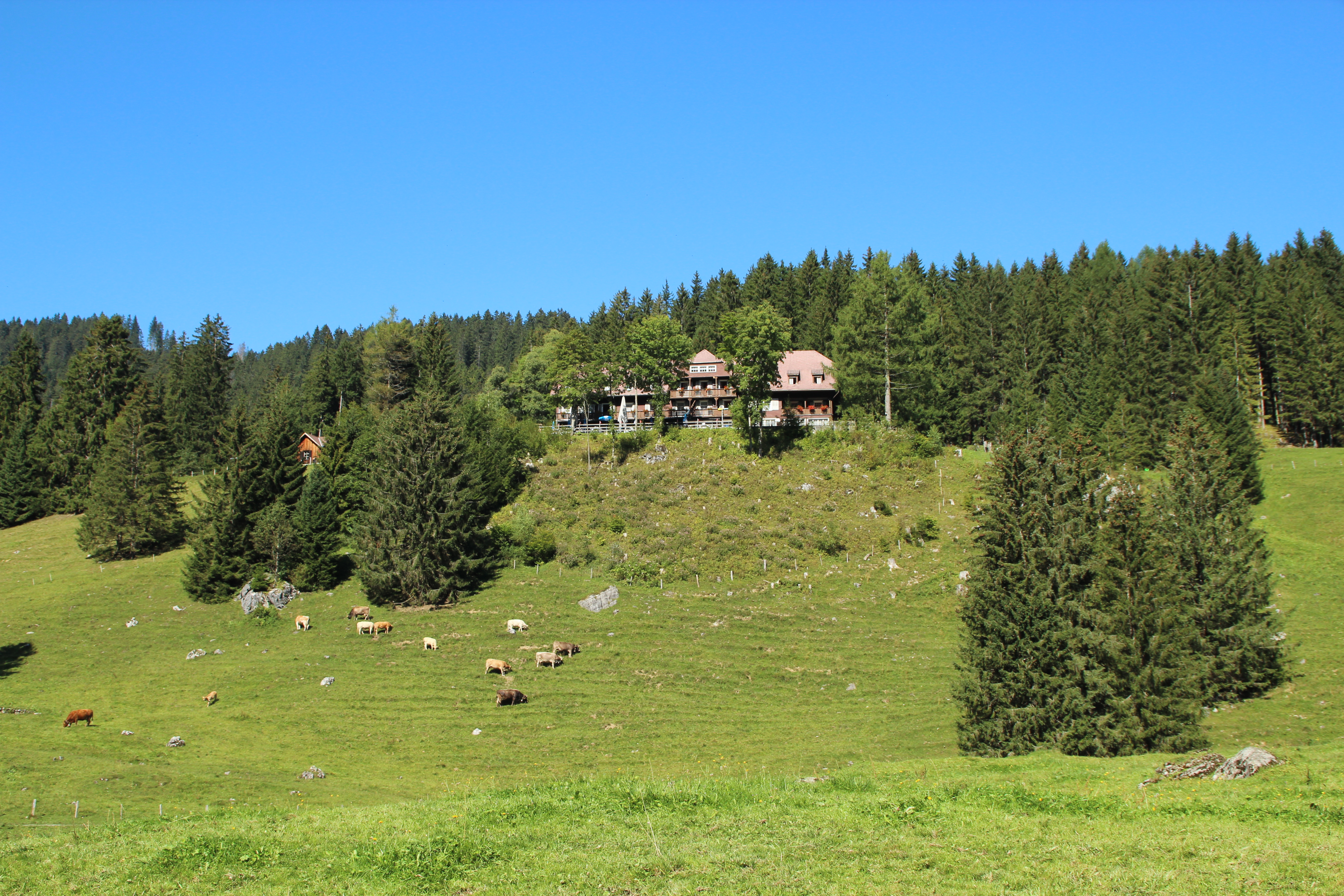
Berggasthaus Voralp